# Aarab Sebbah Ziz
Aarab Sebbah Ziz (Engelska: Aarab Sebbah Ziz (CR), Aarab Sebbah Ziz (Commune Rurale), arabiska: عرب صباح اغريس) är en kommun i Marocko.   Den ligger i provinsen Errachidia och regionen Drâa-Tafilalet, i den östra delen av landet, 400 km sydost om huvudstaden Rabat. Antalet invånare är 18 332.